# موزه مصرشناسی تورین

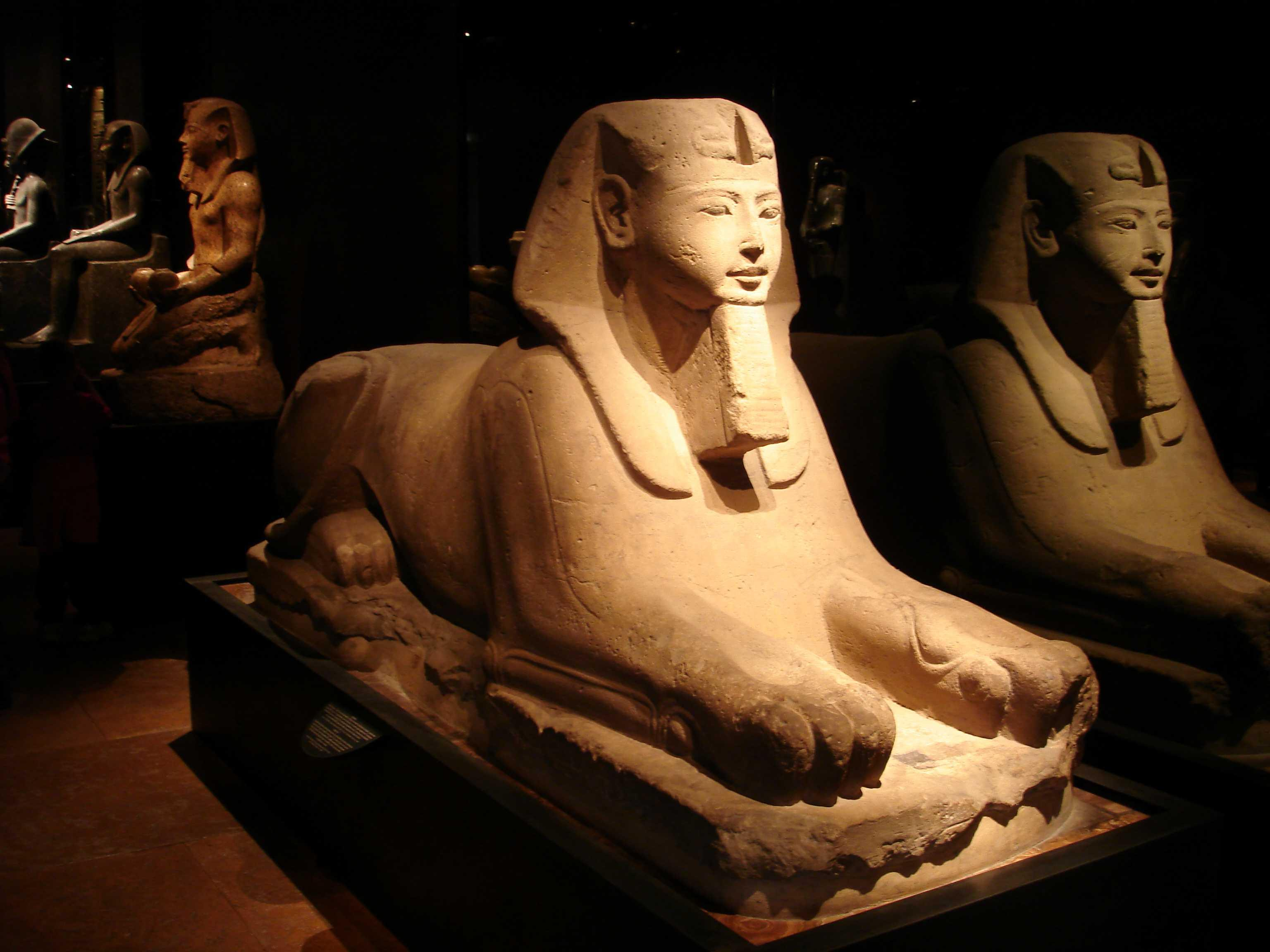
مجسمه‌ای از ابوالهول، ساخته شده در زمان حکومت رامسس دوم. واقع در موزهٔ مصرشناسی تورین، ایتالیا.

موزهٔ مصرشناسی تورین (به ایتالیایی: Museo Egizio) یکی از بزرگ‌ترین موزه‌های مصرشناسی جهان واقع در شهر تورین می‌باشد. این موزه بزرگ‌ترین موزه پس از موزهٔ مصر قاهره است که تنها به هنر و فرهنگ مصر باستان اختصاص داده شده است.
این موزه در سال ۱۸۲۴ توسط شارل فلیکس ساووا، پادشاه ساردنی تأسیس شد. ناپلئون بوناپارت در بازگشت خود از مصر بخشی از غنایمی را که به دست آورده بود در این شهر باقی گذاشت.

## کلکسیون
مهم‌ترین اشیاء موزهٔ مصرشناسی تورین عبارت اند از:
1. قبر دست‌نخوردهٔ خا و مِریت
2. پاپیروس تورین، پاپیروسی که در زمان رامسس دوم نوشته شده است و نام تمامی فراعنهٔ پیش از وی را در بر دارد.
3. نقش برجستهٔ جوزر
4. تندیس‌هایی از الهه‌های ایزیس و سخمت و همچنین رامسس دوم که در معبد موت در کارناک کشف شده است.
5. معبد و تندیس‌هایی از توتمس سوم
6. مجموعه‌ای از تندیس‌های تمامی فراعنهٔ دورهٔ پادشاهی نو
7. مجموعه‌ای از تابوت، مومیایی و کتاب مردگان
8. کتان رنگ‌آمیزی‌شده (۳۷۰۰-۳۲۰۰ سال پیش از میلاد)
9. Mensa Isiaca، میز ایزیس
10. Tomba Dipinta، معبد رنگ‌آمیزی‌شده
11. Tomba di Ignoti، معبد ناشناس (دورهٔ پادشاهی کهن)

به طور کلی، موزهٔ تورین دارای ۳۲٬۵۰۰ 
شیء مربوط به تمدن مصر باستان می‌باشد.

## نگاره

نگارخانه
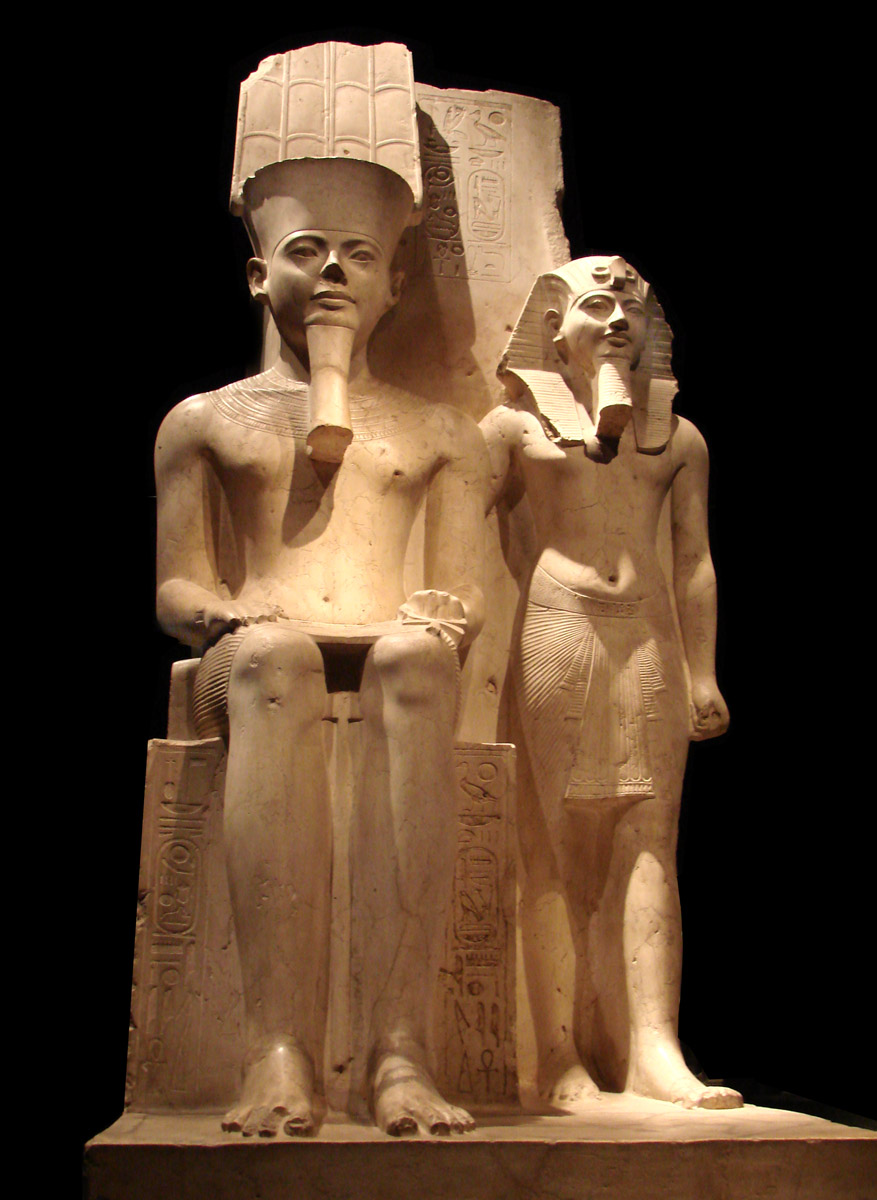
تندیس هرمهب و آمون
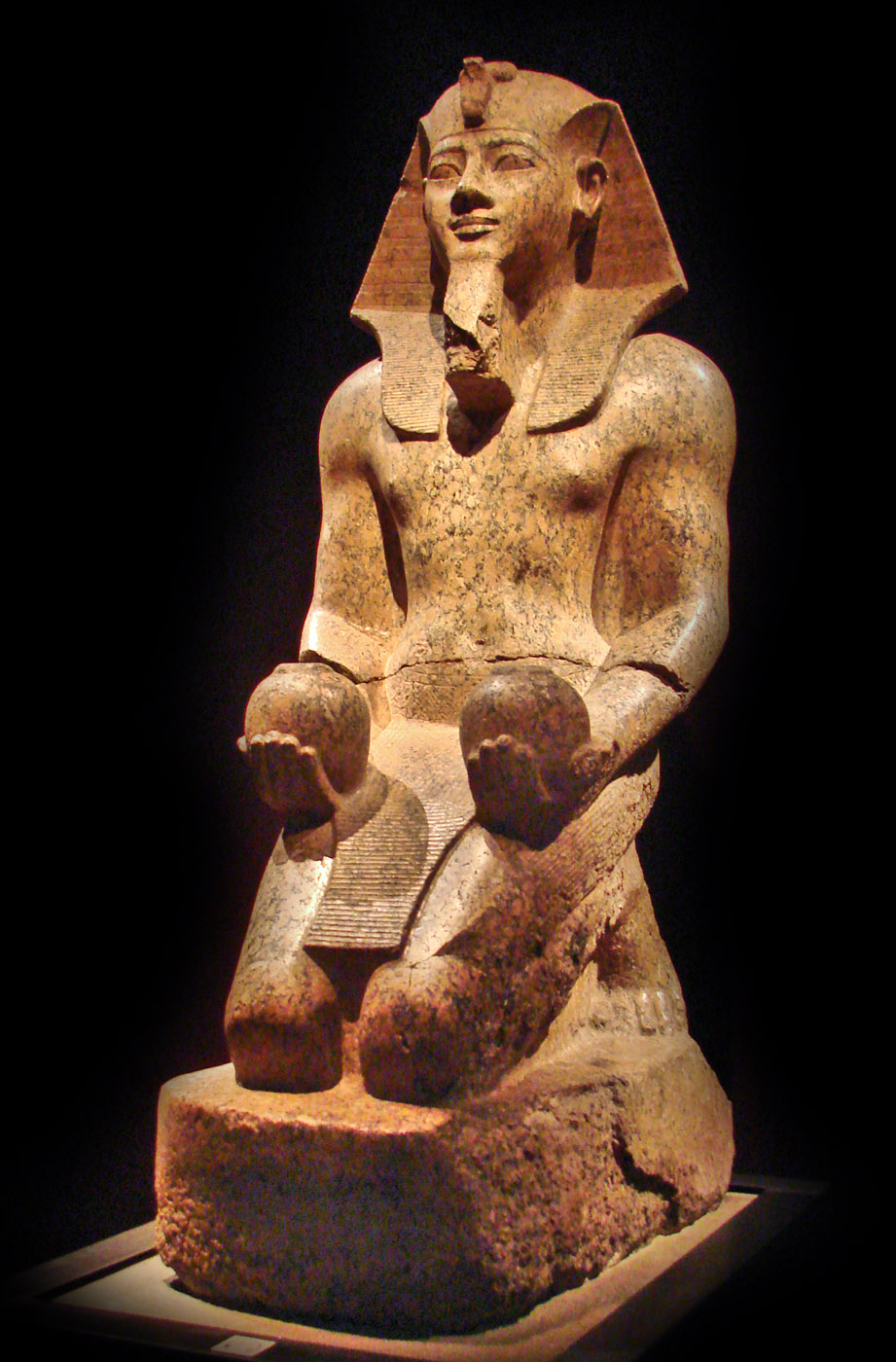
تندیس آمنهوتپ دوم
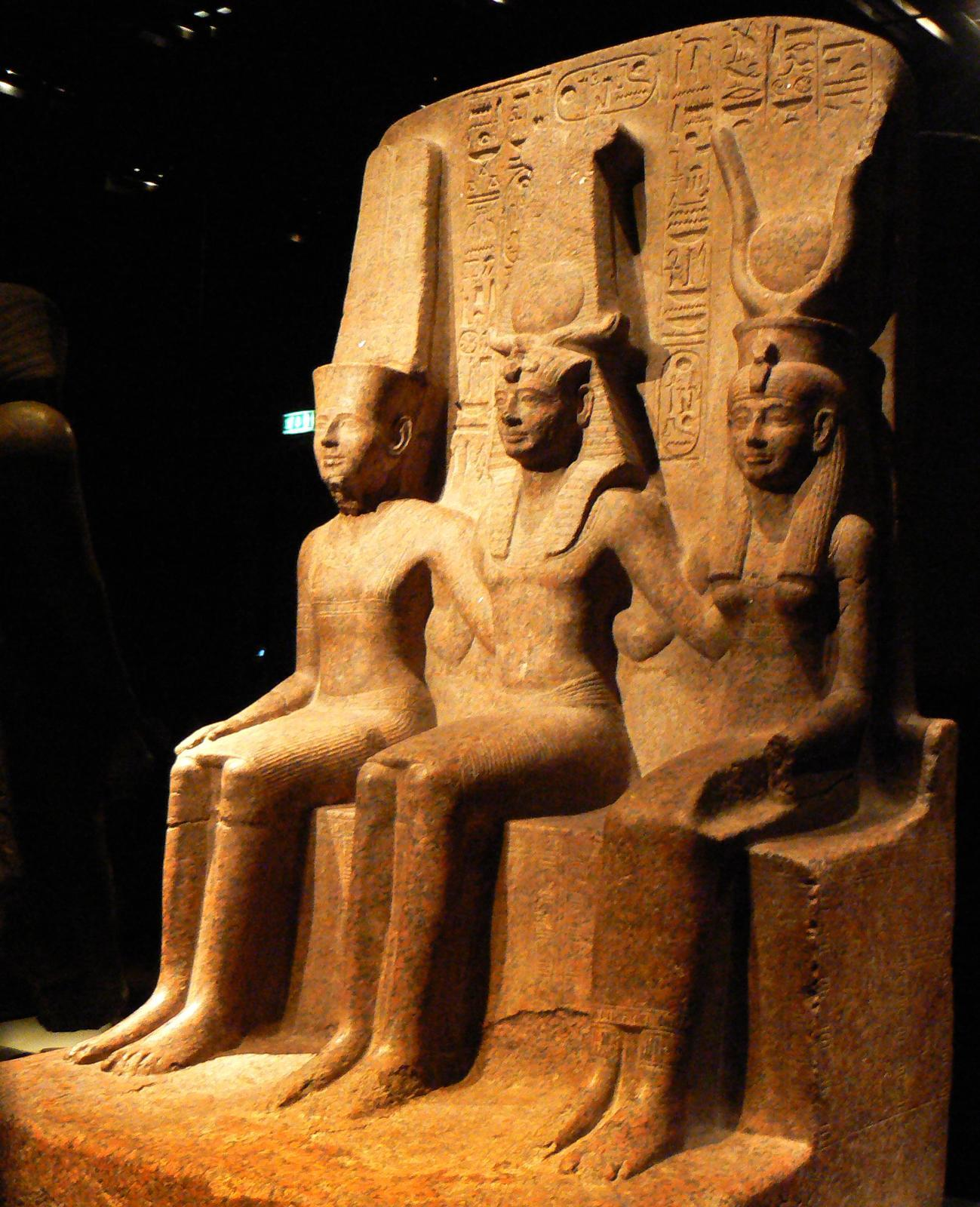
تندیس رامسس دوم همراه با آمون و موت
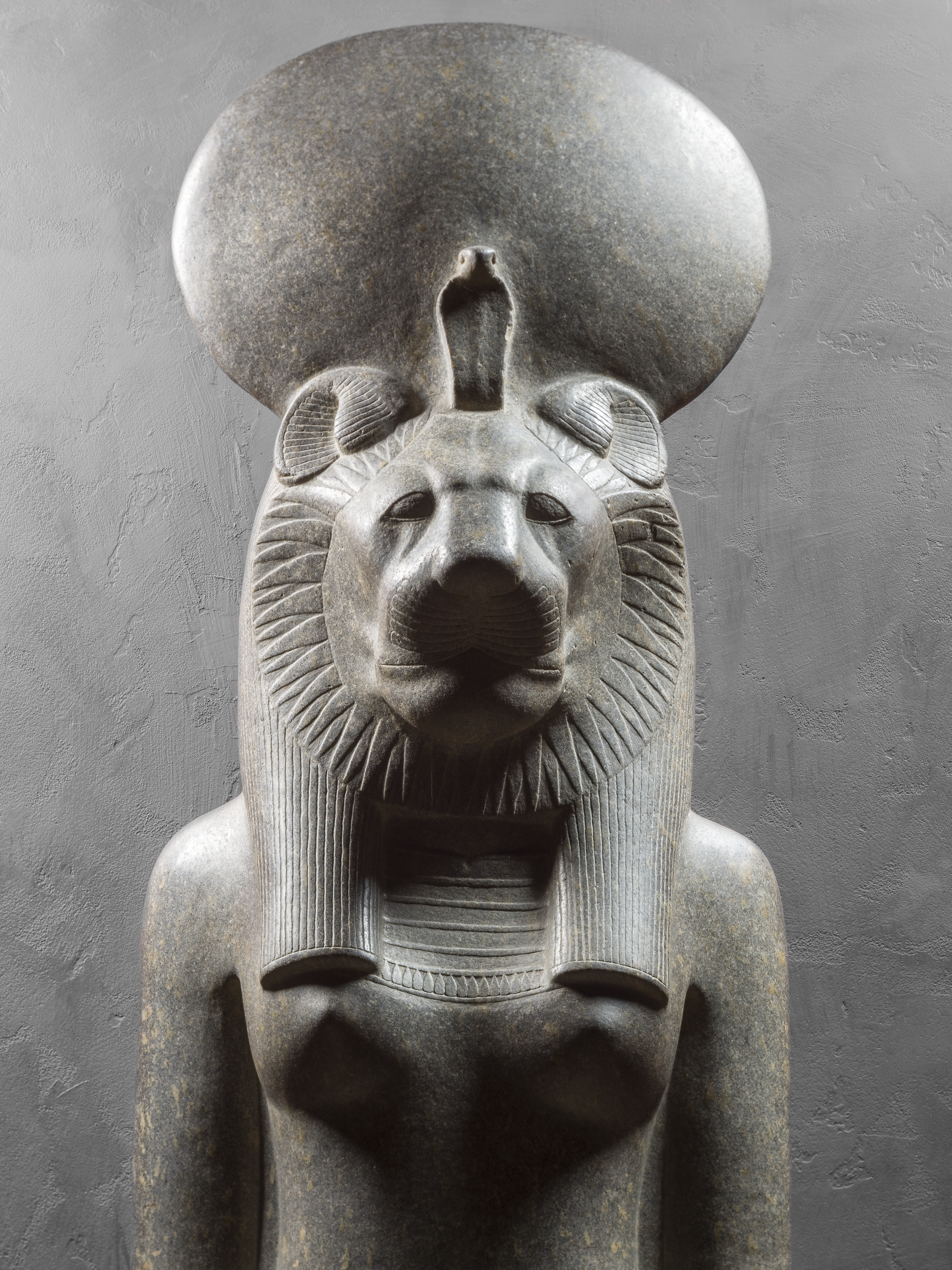
تندیس سخمت، الههٔ جنگ
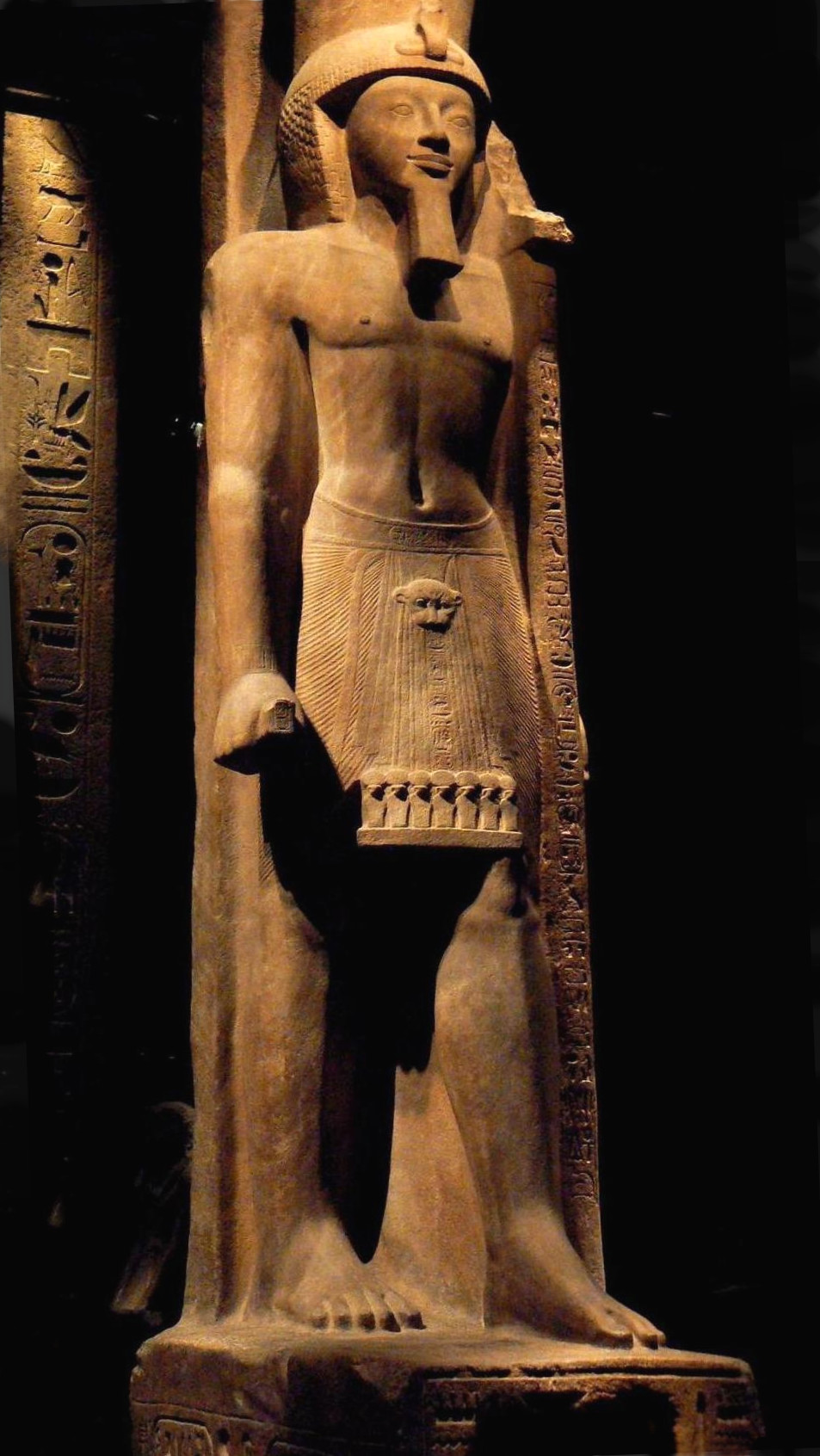
تندیس ستی دوم
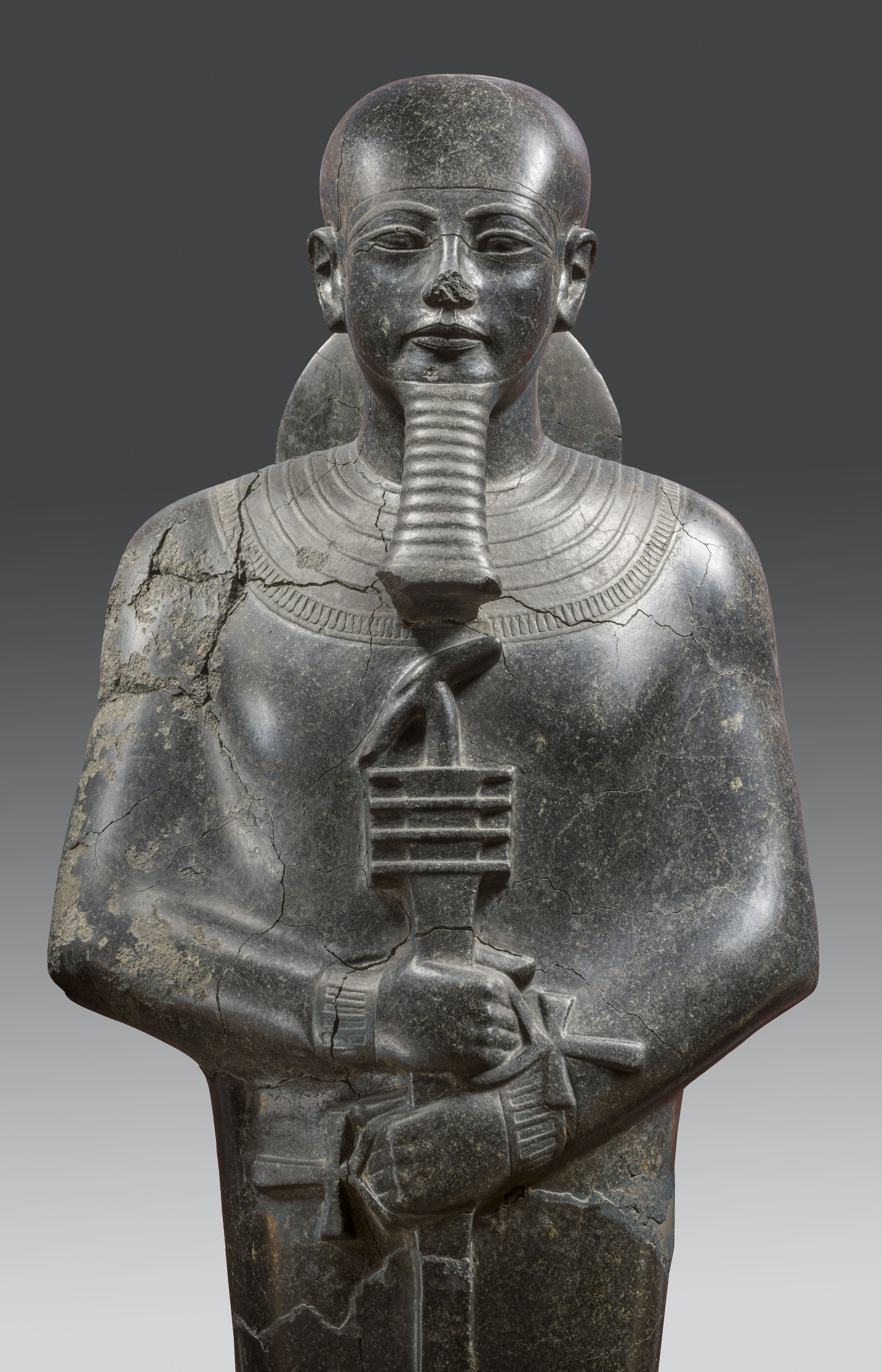
تندیس پتاه
تابوت طلای خا
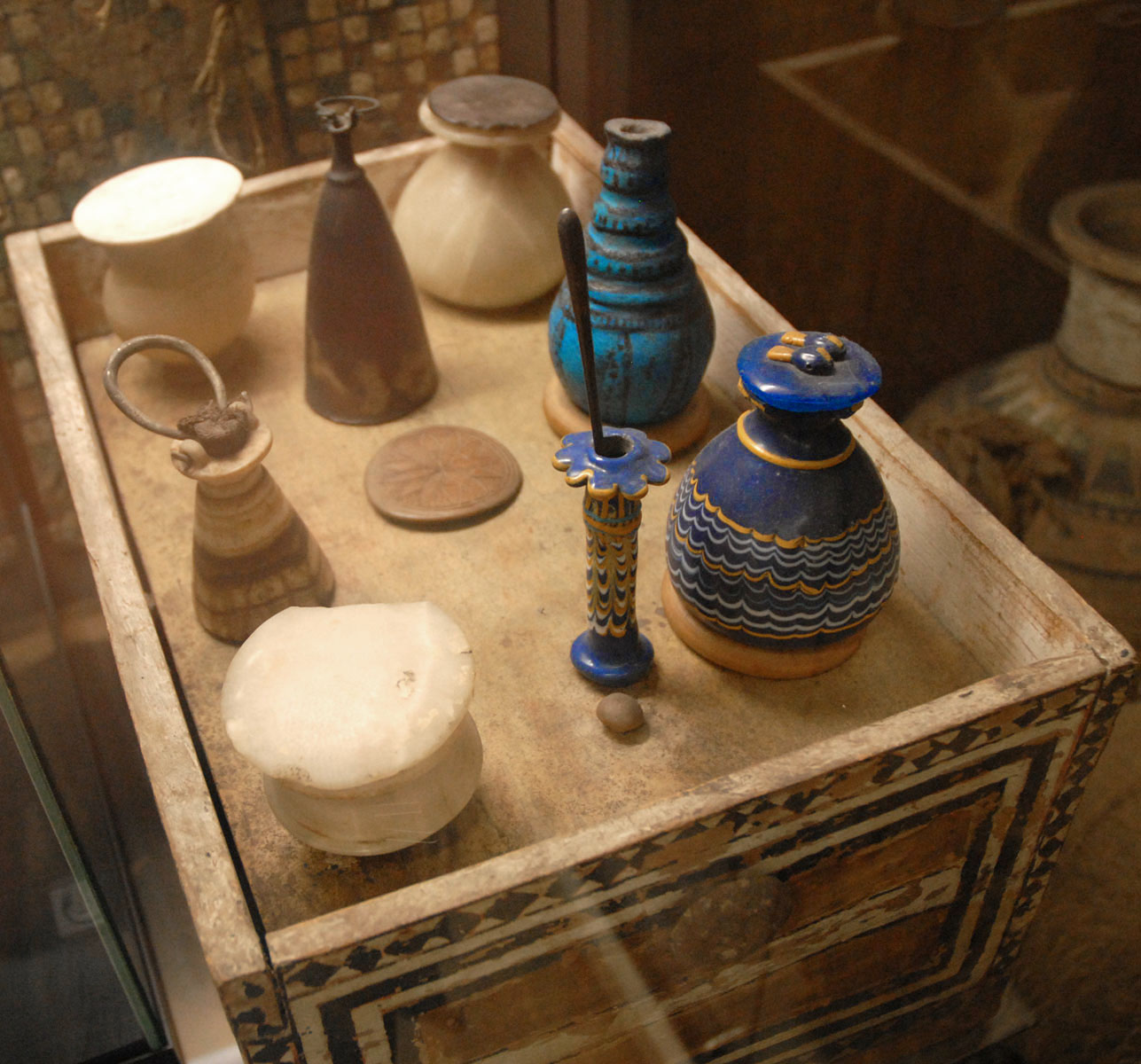
ظروف و کوزه‌های کشف شده در معبد مریت، همسر خا
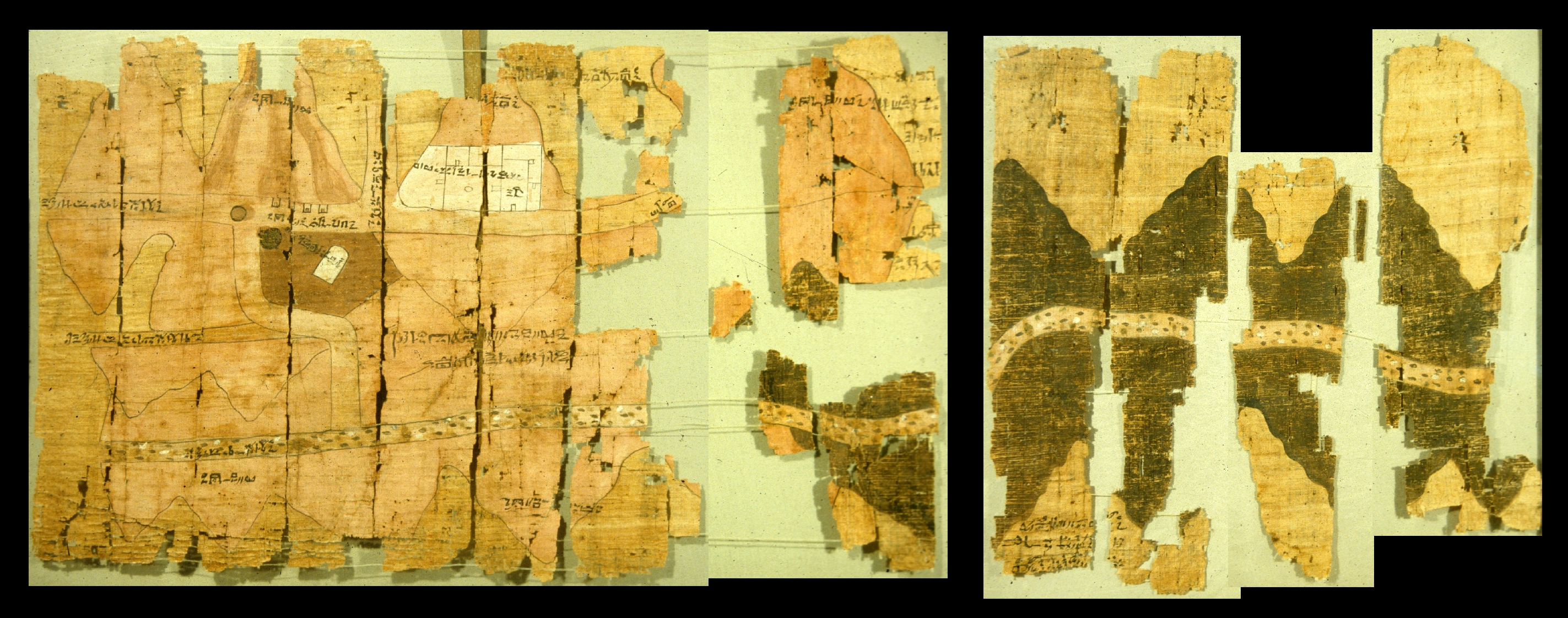
بخشی از پاپیروس تورین
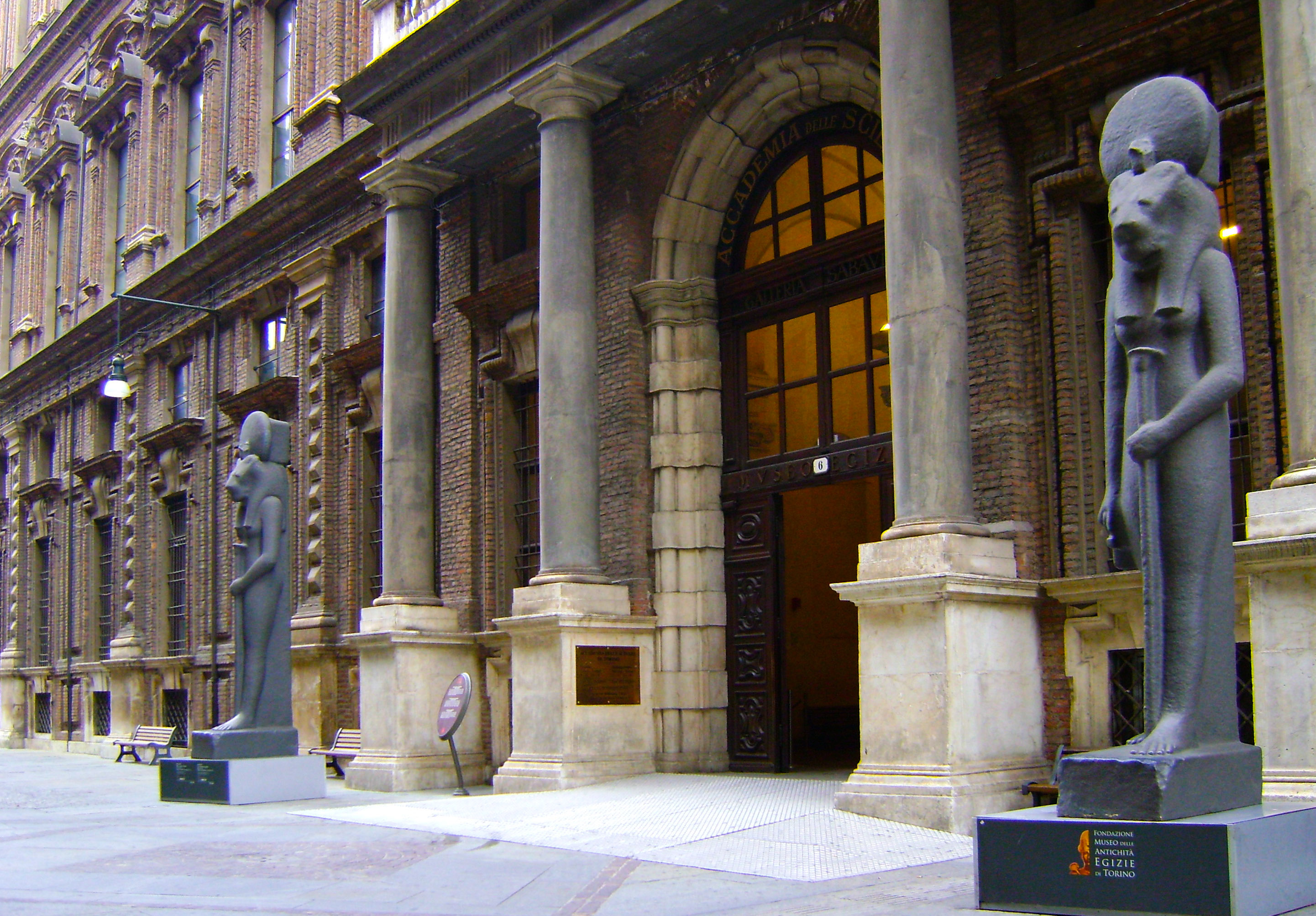
وروودی موزه
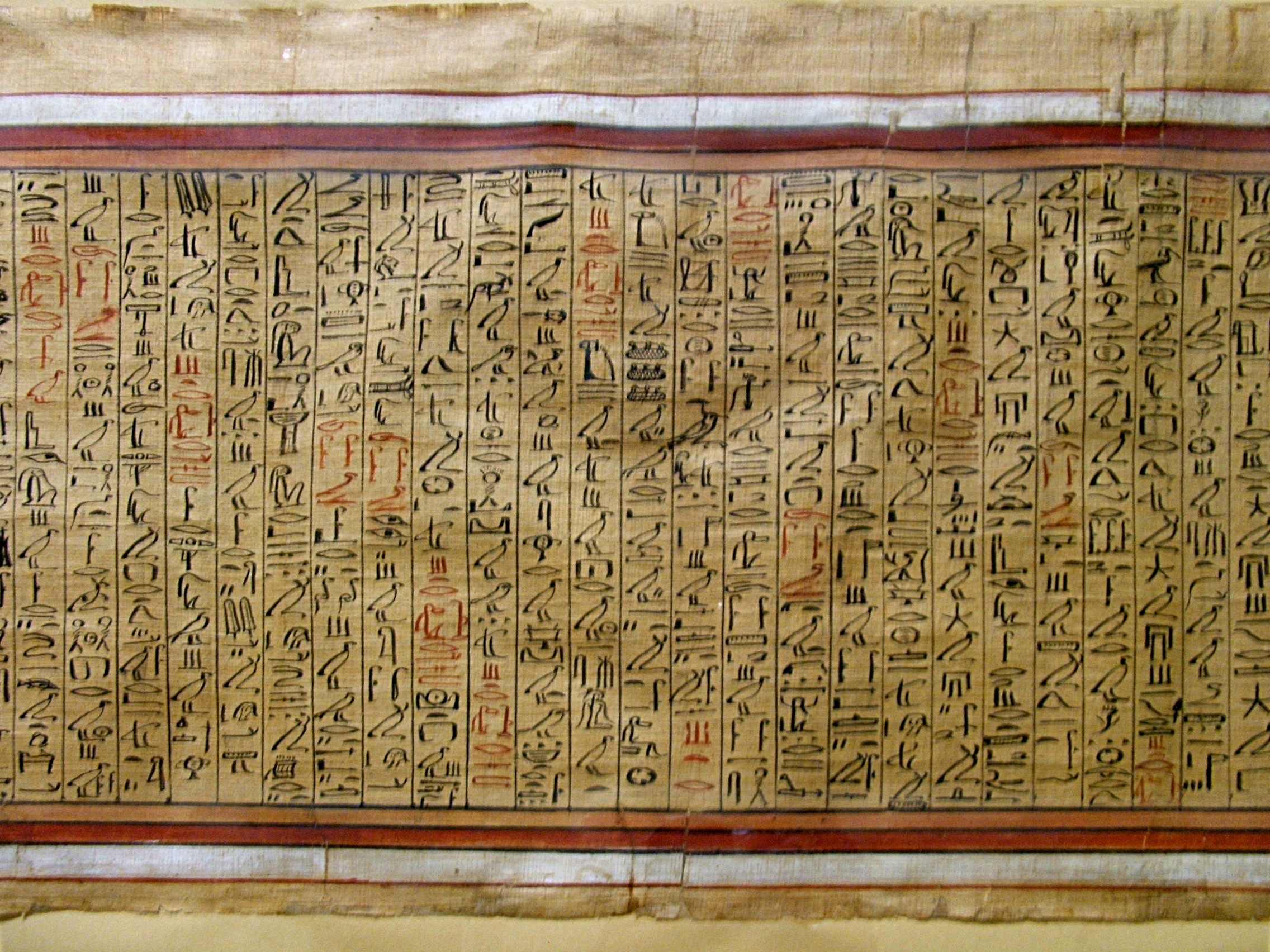
بخشی از کتاب مردگان